# Garantie
Garantie is een begrip waarmee men aangeeft dat men ergens voor instaat. Een ander woord voor garantie is waarborg. Wanneer een verkoper van een product een garantie geeft op de kwaliteit van het product, betekent dit dat hij ervoor instaat dat het product voldoet aan de beloofde eisen. Een garantie is daarmee een sterke belofte die ook de nodige juridische gevolgen kan hebben. Iemand die geen garantie biedt, schiet sneller tekort in zijn prestatie dan iemand die wel garantie biedt. Meestal is aan een garantie een garantietermijn verbonden.
In de volksmond wordt met het begrip garantie vaak gedoeld op fabrieksgarantie. Dit is de garantie van de fabrikant van een product, dat het product voldoet aan de door de fabrikant gestelde verwachtingen. Hierop maakt een fabrikant soms wel enkele uitzonderingen. Zo zal een fietsenfabrikant normaal gesproken geen garantie geven op fietsbanden als er door toedoen van de gebruiker een lekkage optreedt. Een fabrikant verbindt vaak een termijn aan de garantie, van bijvoorbeeld enkele maanden of jaren. Soms is het mogelijk voor de koper om tegen bijbetaling de garantie te verlengen met een extra termijn. 
Het is belangrijk om de fabrieksgarantie niet te verwarren met de wettelijke garantie op een product. De wettelijke garantie houdt in, dat een product moet voldoen aan wat men er redelijkerwijs van mag verwachten, ook qua levensduur. Deze wettelijke regel is vastgelegd in boek 7 van het Burgerlijk Wetboek. Dit wordt ook wel de conformiteitsvereiste genoemd. De wettelijke garantie is altijd van toepassing, ongeacht de fabrieksgarantie.  De wettelijke garantie betreft de koopovereenkomst en bindt dus koper en verkoper. De fabrikant is geen partij in die koopovereenkomst dus kan de verkoper zich nooit beroepen op overmacht door verlopen fabrieksgarantie. Zo komt het dus weleens voor dat een verkoper alsnog de schade van een gebrekkig product moet vergoeden terwijl de termijn van de fabrieksgarantie al verlopen is.